# Западный район (Ростовская область)
Западный район — административно-территориальная единица в составе Калмыцкой АССР и Ростовской области РСФСР, существовавшая в 1943—1957 годах. Административный центр — посёлок Башанта.

## История
1 мая 1930 года в Калмыцкой АССР был образован Западный район.
В декабре 1943 года Западный район был передан в состав Ростовской области, а в январе 1957 года он был вновь возвращён в состав Калмыцкой АССР.